# Friary Motors
Friary Motors war ein britisches Karosseriebauunternehmen. Es wurde in den frühen 1960er-Jahren durch den Umbau von Vauxhall- und Ford-Limousinen zu Kombis bekannt, von denen einer in den Fuhrpark der britischen Königin gelangte. Friary war eng mit dem etablierten Karosseriehersteller Abbott of Farnham verbunden.

## Unternehmensgeschichte

### Werkstatt und Servicebetrieb
Friary Motors war bereits vor dem Zweiten Weltkrieg als Automobilwerkstatt in Old Windsor, Berkshire, ansässig. 1946 übernahm Aston Martin den Betrieb. Friary sollte dem Sportwagenhersteller als Serviceabteilung dienen. Gordon Sutherland, der damalige Eigentümer Aston Martins, führte ab 1946 die Geschäfte beider Unternehmen. Nach dem Verkauf Aston Martins an David Brown im Jahr 1947 blieb Sutherland zunächst weiter in der Geschäftsführung. Anfängliche Überlegungen sahen vor, Friary zu einem bevorzugten Aston-Martin-Händler zu machen. Daraus wurde nichts. 1949 trennte sich Sutherland von Aston Martin, blieb aber Inhaber von Friary Motors. In den 1950er-Jahren führte Friary Wartungen und Reparaturarbeiten für Aston Martin durch; außerdem verkaufte Sutherland über Friary Oberklassefahrzeuge anderer Marken und übernahm schließlich auch eine Vauxhall-Vertretung. 1952 kaufte Sutherland den etablierten Karosseriebaubetrieb Abbott of Farnham, der zu dieser Zeit in kleinen Serien Karosserien für Jaguar, Healey und Bristol konstruierte und herstellte.

### Karosserieumbauten
In den 1950er-Jahren gab Abbott den Bau kompletter Sonderkarosserien auf. Schwerpunkt der Tätigkeit wurde stattdessen der Umbau von Großserienlimousinen in Kombiwagen (im britischen Sprachraum: Estates). Abbott arbeitete dabei nahezu ausschließlich für Ford of Britain und erwarb schnell eine hohe Reputation. Seit 1959 war auch Friary Motors in diesem Segment tätig. Auslöser dafür war die Idee von Fords Wettbewerber Vauxhall, ebenfalls eigene Limousinen bei Abbott zu Kombis umbauen zu lassen. Wegen der zwischen Ford und Vauxhall bestehenden Konkurrenzsituation sollte allerdings vermieden werden, die Vauxhall-Kombis gleichermaßen als Abbott-Modelle zu vermarkten. Stattdessen leitete Abbott den Vauxhall-Auftrag an Friary weiter. Sutherland mietete eine Werkshalle in der südenglischen Ortschaft Hatch bei Basingstoke, Hampshire, verlegte den Sitz von Friary Motors dorthin und ließ die bei Abbott konstruierten Vauxhall-Kombis dort unter der Marke Friary produzieren. Nach dem Auslaufen des Vauxhall-Auftrags baute Friary noch ein Jahr lang kompakte Ford-Limousinen um, danach endete die Tätigkeit unter eigenem Namen. Seit den frühen 1960er-Jahren ist keine Aktivität von Friary Motors mehr belegt.

#### Vauxhall Velox und Cresta

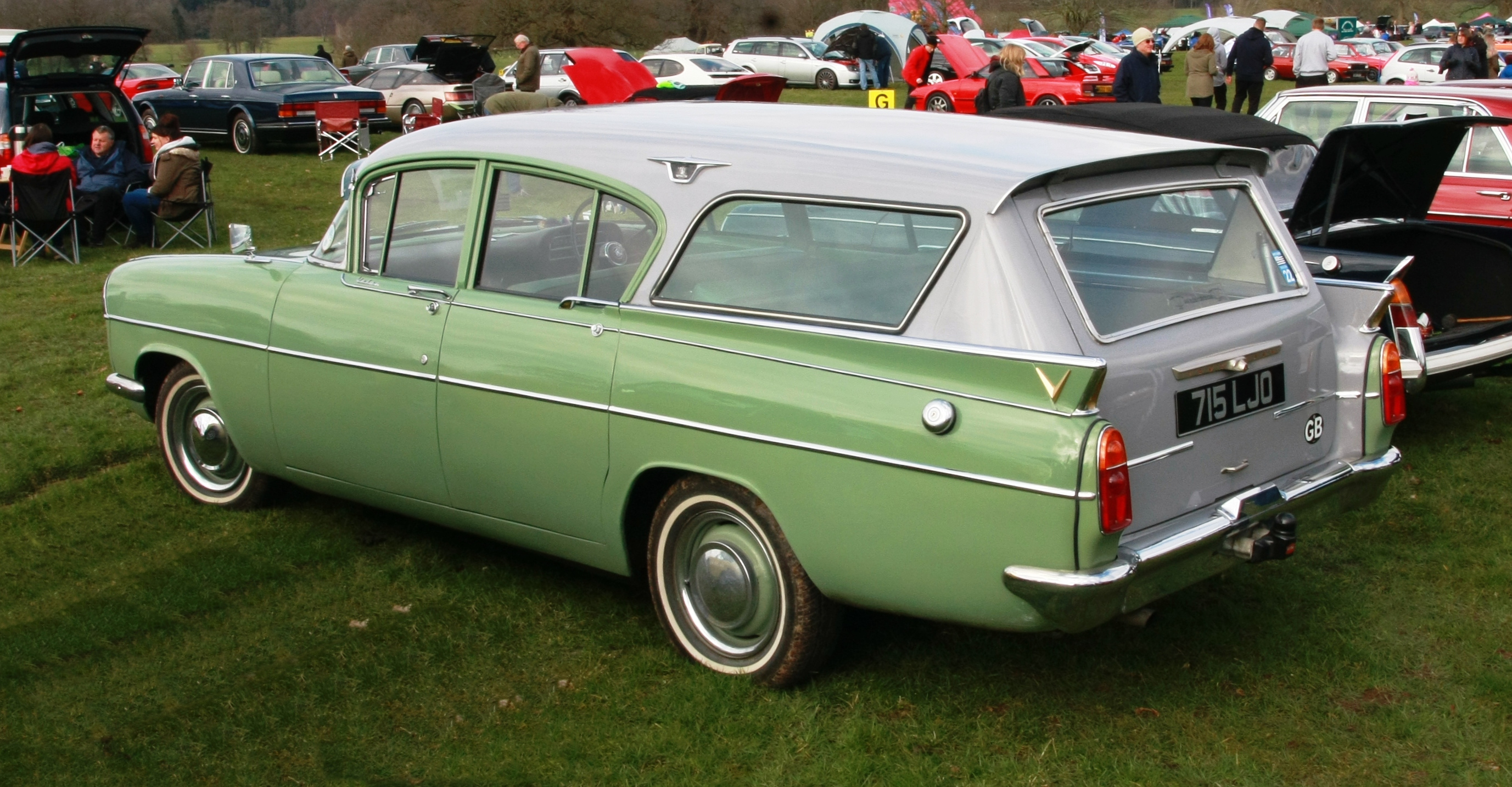
Vauxhall Velox PA Estate von Friary Motors

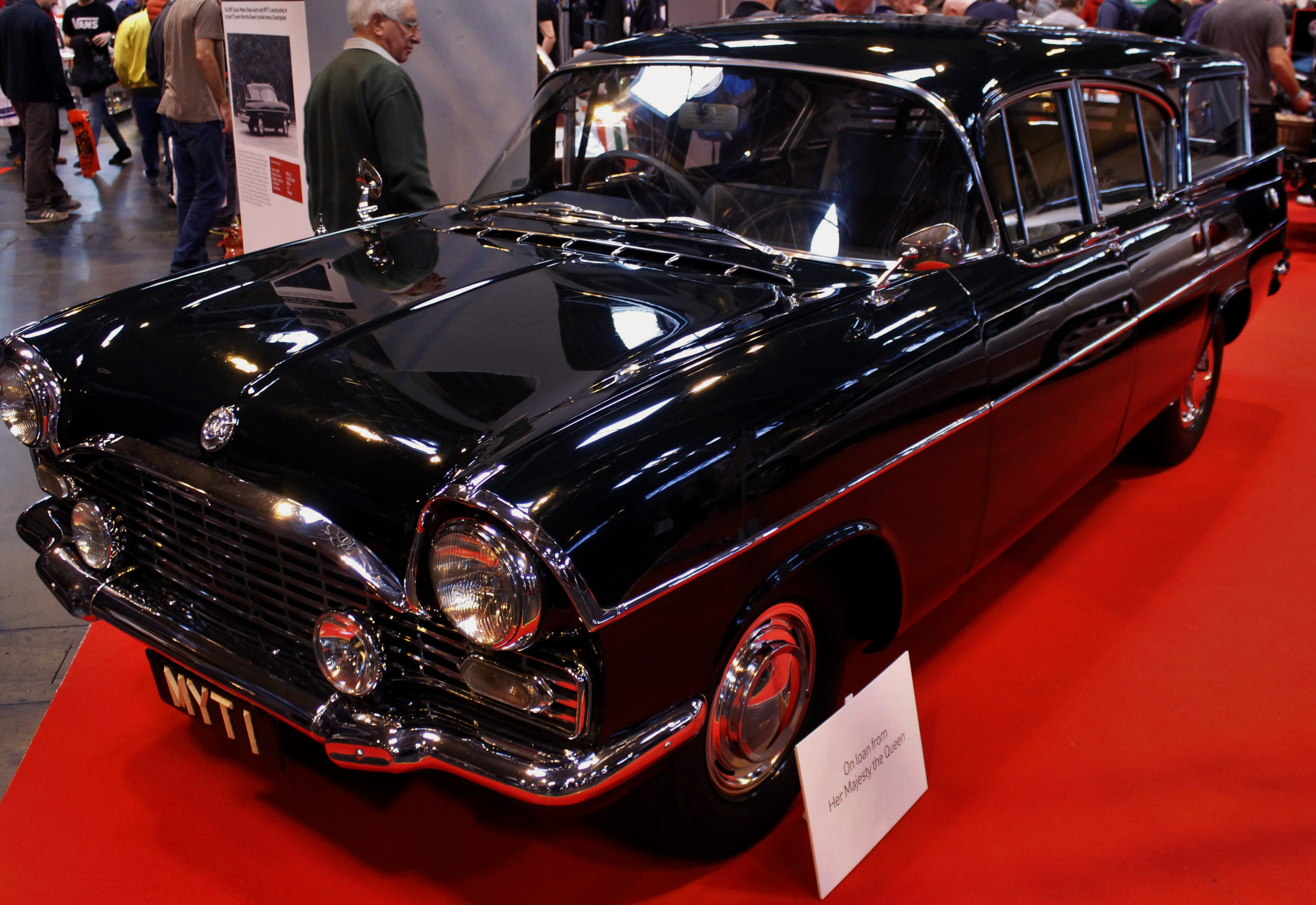
Der Vauxhall Cresta Estate von Königin Elisabeth II.

Friarys erster Auftrag waren Kombi-Umbauten der Vauxhall-Modelle Velox PA und Cresta PA, die ebenso wie der offiziell bei Abbott umgebaute Ford Zephyr in der oberen Mittelklasse angesiedelt waren. Eine Quelle nennt den Abbott-Designer Peter Woodgate als verantwortlichen Konstrukteur der Vauxhall-Kombis.
Friarys Arbeiten beinhalteten die Erhöhung des Dachs der Velox- und Cresta-Limousinen. Die Linienführung der Kombis ist antithetisch; das heißt, die neu eingebauten hinteren Seitenfenster haben die Form eines Parallelogramms, ihre geraden Linien stehen im Gegensatz zu den betont rundlichen Formen der Türen. Die D-Säule ist dreiecksförmig. Im Innenraum erhielten die Autos umklappbare Rücksitzlehnen, wodurch die „ohnehin schon große Ladefläche“ um 22 Zoll (55 cm) verlängert werden konnte. Die Türen blieben unverändert; auch die hinteren Kotflügel einschließlich der Heckflossen entsprechen der Form der Limousinen.
Friarys Kombis wurden über die Vauxhall-Werkshändler verkauft. Die Preise lagen 1960 bei 1258 £ für einen Velox Estate und bei 1348 £ für einen Cresta Estate, sodass sie etwa 25 Prozent teurer waren als die zugrunde liegenden Limousinen. Die Autos waren erfolgreich. Zeitweise erreichte Friary einen Ausstoß von 20 Fahrzeugen pro Woche.
Besondere öffentliche Wahrnehmung erhielten Friarys Vauxhall-Kombis durch die britische Königin Elisabeth II., die 1960 einen in Balmoral Green lackierten und speziell ausgestatteten Cresta Estate übernahm. Das mit dem Kennzeichen „MYT 1“ zugelassene Auto hatte unter anderem Angelruten- und Gewehrhalter im Innenraum. Es galt als eines der bevorzugten Autos der Königin. Ihr Cresta Estate war viele Jahre in Sandringham House, dem privaten Landsitz der britischen Königsfamilie, im Einsatz. Die Queen fuhr ihn bis in die frühen 1980er-Jahre selbst und transportierte im Laderaum vielfach ihre Corgis. Dieses spezielle Auto ist auch im 21. Jahrhundert noch in der Klassikerszene bekannt. Nach wie vor gibt es auch Modellautos des königlichen Cresta Estate.
Als Vauxhall 1962 den Cresta PA durch den neu gestalteten PB ablöste, erhielten Abbott und Friary keinen Auftrag mehr, die Limousinen in Kombis umzubauen. Der Auftrag ging stattdessen an den Dormobile-Hersteller Martin Walter in Kent.

#### Ford Anglia Touring Saloon

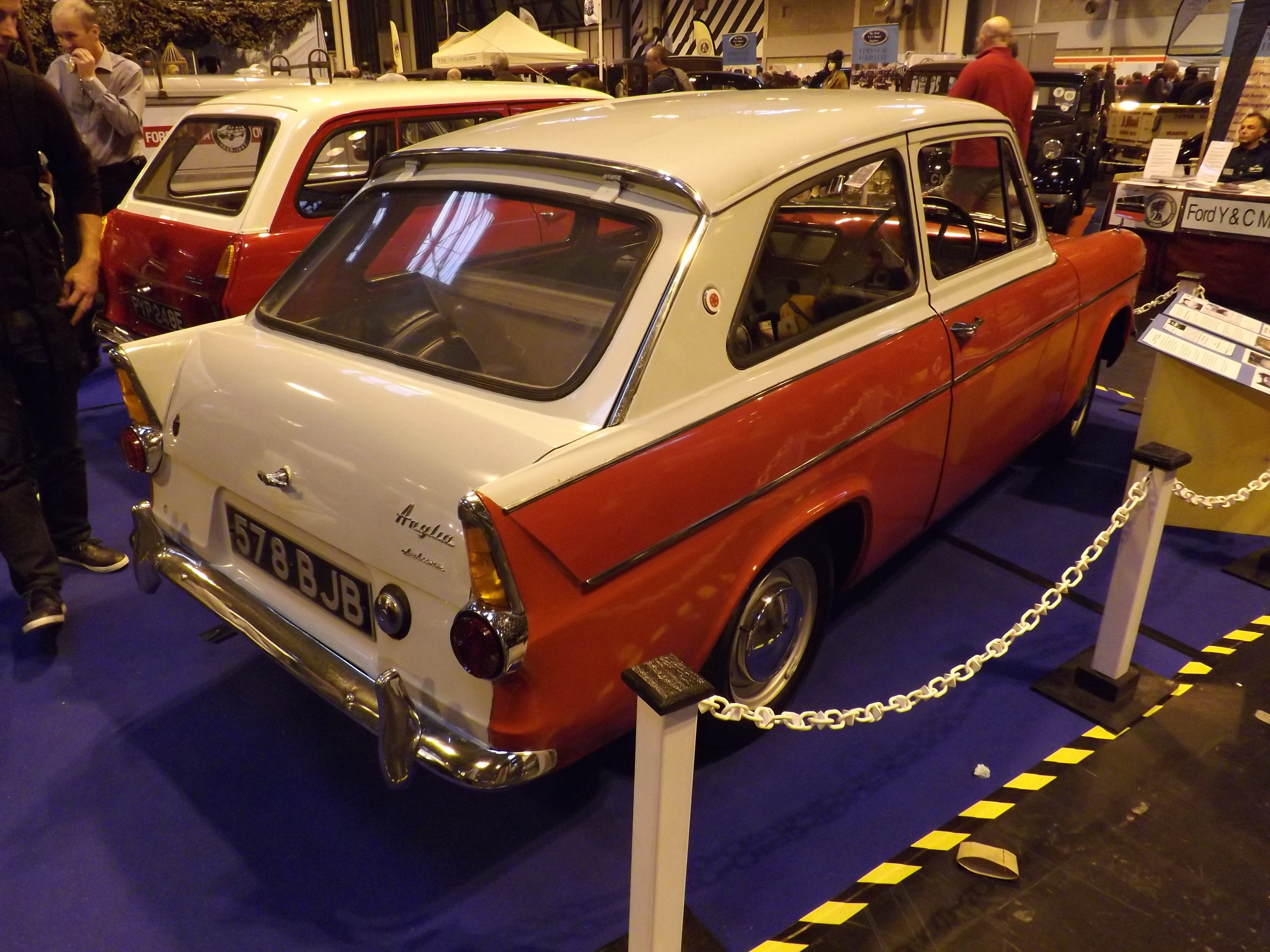
Anglia Touring Saloon von Friary

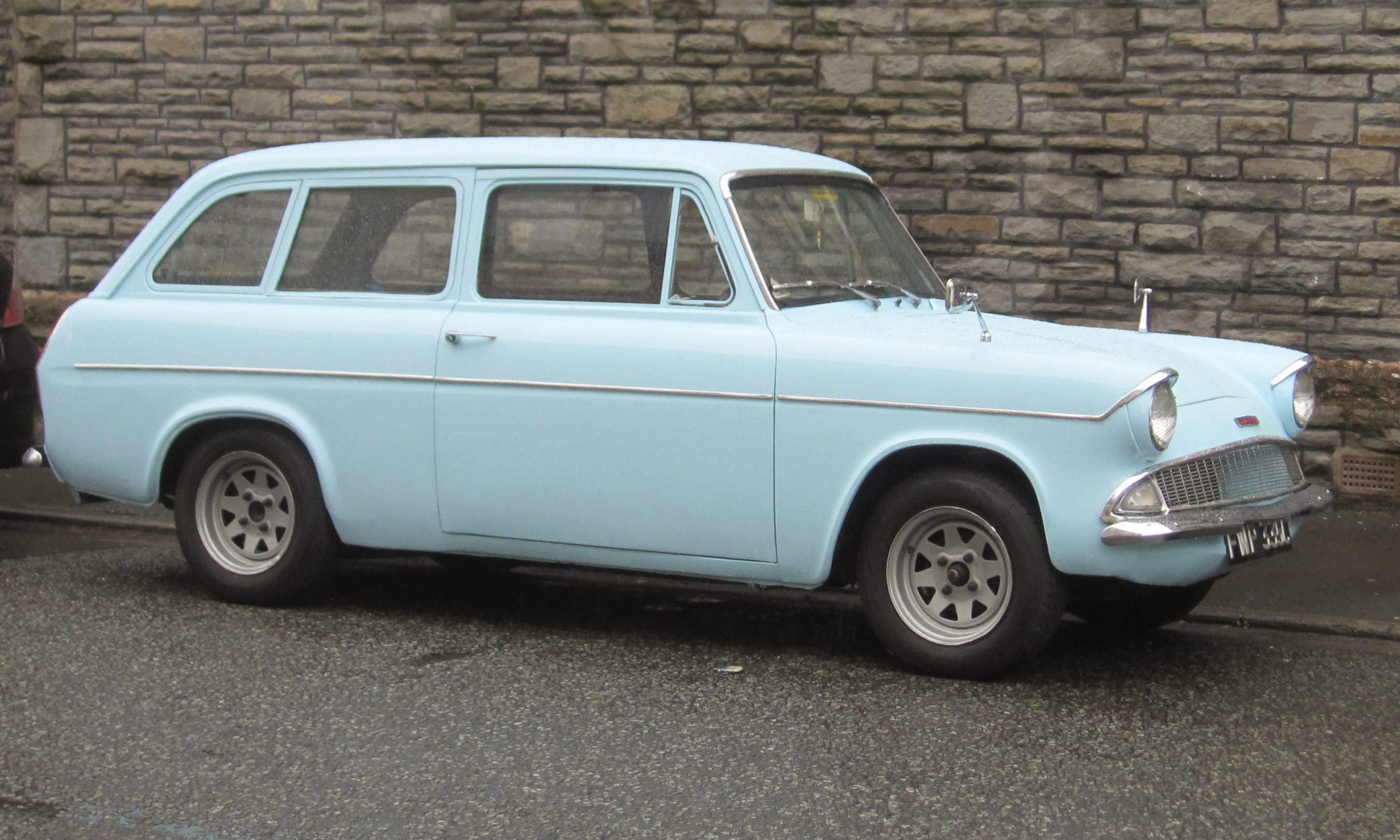
Zum Vergleich: Anglia 105E Estate mit Ford-Werkskarosserie

1959 brachte Ford of Britain den „New Anglia“ (Baureihe 105E) heraus, dessen von US-amerikanischen Vorbildern beeinflusstes Design vor allem wegen der überhängenden Heckscheibe kontrovers aufgenommen wurde. Zunächst hatte Ford den New Anglia nur als zweitürige Stufenhecklimousine im Programm. Der dreitürige Kombi (Estate) mit Werkskarosserie kam erst im Herbst 1961 hinzu.
Vor der Einführung des Werkskombis konstruierte Friary eine eigene Kombiversion des New Anglia, die ab Frühjahr 1961 unter der Bezeichnung Touring Saloon erhältlich war. Die Friary-Version unterscheidet sich erheblich von dem späteren Ford-Werkskombi. Anders als Ford, behielt Friary das obere Dachteil der New-Anglia-Limousine unverändert bei; auch die hinteren Heckflossen entsprechen der Serienlimousine. Die C-Säule ist beim Touring Saloon neu konstruiert; mit ihr bildet der Dachaufbau nun eine Trapezform. Die hinteren Seitenfenster weichen von denen der Limousine ab. Die einteilige Heckklappe ist oben angeschlagen. Für den unteren Teil der Heckklappe übernahm Friary die Bleche der Limousine. Der Umbau kostete 89 £, was ungefähr einem Sechstel des Neupreises für einen Aglia Saloon in Standardausführung (606 £ im Juli 1961) entsprach. In der Summe war Friarys Anglia Touring damit etwa 20 £ teurer als der Werkskombi (679 £), der ab Oktober 1961 lieferbar war. Der Umbau eines Autos nahm etwa fünf bis sechs Wochen in Anspruch.
Im Frühjahr 1962 übernahm Abbott den Umbau des Anglia selbst und vermarktete den Kombi daraufhin als Anglia Sports Saloon. Die bei Friary erprobte Konstruktion wurde weitestgehend übernommen, allerdings verzichtete Abbott auf die neu angefertigten hinteren Seitenfenster, bei denen es einer Quelle zufolge erhebliche Dichtungsprobleme gegeben hatte. Stattdessen wurden die regulären Seitenfenster des Anglia Saloon eingebaut, was eine Anpassung der hinteren Seitenbleche erforderlich machte. Abbotts Umbau war geringfügig günstiger als die Friary-Version; sie kostete nur 75 £. Damit war der Sports Saloon nahezu gleich teuer wie ein Werkskombi von Ford.